# Monumento a Francisco Bolognesi
El monumento a Francisco Bolognesi se encuentra en el óvalo Bolognesi (más conocida como la Plaza Bolognesi), espacio urbano declarado como Ambiente Urbano Monumental por el Ministerio de Cultura, mediante la Resolución Suprema N°2900 del 28 de diciembre de 1972. Además, el monumento a Francisco Bolognesi ha sido declarado como bien mueble integrante del Patrimonio Cultural de la Nación por el Ministerio de Cultura mediante la Resolución Viceministerial N°053-2018-VMPCIC-MC el 24 de abril de 2018.
Este monumento conmemora al coronel Francisco Bolognesi y a los caídos en la batalla de Arica. Es un bien cultural mueble realizado en granito, mármol de Carrara y bronce con una altura aproximada de 18 metros.

## Descripción
La construcción formal del monumento presenta los elementos tradicionales, como base, pedestal, pilar, capitel y la escultura del personaje principal.  
Sobre tres gradas de granito se yergue una sólida base de tres cuerpos de tonalidad verdosa, en cuya parte central se ubican cuatro placas de metal, una a cada lado, pintadas de color negro con reproducciones de dos pinturas de Juan Lepiani: “La respuesta de Bolognesi” y “El último cartucho”, así como las inscripciones de los nombres de jefes del Consejo de Guerra presentes en la batalla, enmarcadas con hojas de laurel, palma y encina.  
El pilar construido de material pétreo evidencia en los cuatro lados de la parte inferior esculturas en bronce, que narran episodios de la batalla de Arica, así como la representación de personajes alegóricos como la Patria, el cual extiende su mano en alto señalando a Bolognesi; y la Historia que escribe, entre guirnaldas de laureles, el año de la batalla: 1880. Este pilar remata en un capitel pintado de color blanco, al cual acompañan dos esculturas alegóricas que corresponden a la Gloria, que alcanza una corona de laureles al coronel; y la Fama, tocando una trompeta, anunciando los sucesos bélicos.  
En la parte superior del capitel, se encuentra la escultura principal que representa a Francisco Bolognesi como un personaje masculino en posición exenta con el brazo izquierdo levantado sosteniendo la bandera a manera de estandarte. Viste una indumentaria militar cuya chaqueta se extiende hasta la mitad del muslo, con pantalón y botas largas, en los hombros lleva galones y en el lado derecho un cordel de mando militar. En la cintura posee una correa el cual sostiene una espada, así como su pierna izquierda se encuentra flexionada hacia adelante sobre una base irregular, de apariencia rocosa.

## Historia

### Concepción y fabricación de la escultura
La iniciativa nació de un grupo de colegiales limeños que el 30 de enero de 1898 formaron una comisión a iniciativa del joven Luis Gálvez. El 17 de junio de 1899 se cambió el nombre de la “Asamblea Escolar” por “Asamblea Patriótica Bolognesi”. La colecta para realizar este monumento fue llevada a cabo por la “Liga de Defensa Nacional”. Esta asociación logró recolectar una gran cantidad de donativos. 

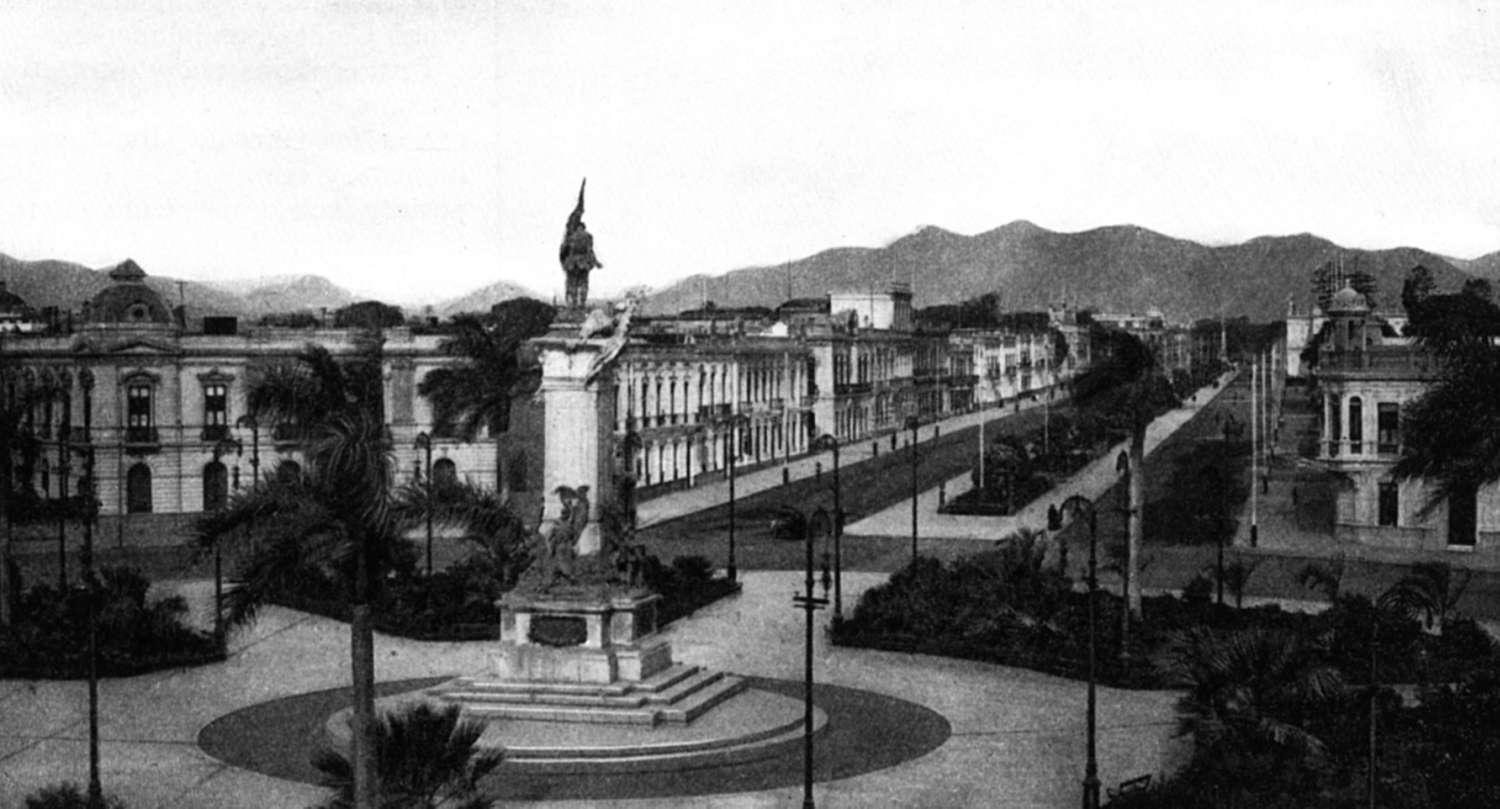
Plaza Bolognesi en el año 1928.

El 3 de noviembre de 1899, el Congreso autorizó por ley la construcción del monumento encargando su ejecución al Concejo Provincial de Lima. El 1 de marzo de 1901 el Estado cedió al municipio de Lima un área de terreno para la construcción del monumento. Este sería el origen de la plaza Bolognesi, espacio que uniría las avenidas Piérola o Magdalena (hoy avenida Brasil), el paseo Colón, la avenida Alfonso Ugarte y la avenida Breña (hoy avenida Arica). El alcalde de Lima, Dr. Federico Elguera, se hizo cargo de la ejecución de la obra, donde incluyó para esta tarea a la comisión de la “Asamblea Escolar” llamada desde entonces “Asamblea Patriótica Bolognesi” que era presidida por el Dr. José Vicente Oyague i Soyer.
El 22 de mayo de 1901 se convocó al concurso para diseñar el monumento. Se presentaron 153 proyectos donde participaron artistas españoles, franceses e italianos. El 31 de marzo de 1902 fue elegido ganador el proyecto del escultor español Agustín Querol (1860-1909). El monumento fue fundido en los talleres de la Fundición Artística Masriera y Campins de Barcelona.

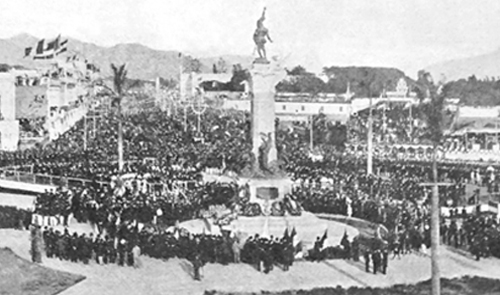
Inauguración del monumento de Francisco Bolognesi (Revista Actualidades, N°138)

La primera piedra de este monumento fue colocada el 29 de julio de 1902 con la asistencia del presidente de la República, los ministros de Estado, delegaciones diplomáticas y miles de ciudadanos. Para esta ocasión se acuñaron unas medallas conmemorativas que muestran el monumento que iba a ser erigido. En 1903 la primera parte del monumento a Bolognesi llegó al Callao en el vapor «Denderah» de la compañía alemana «Kosmos».
La construcción de la base del monumento estuvo a cargo del arquitecto Maximiliano Doig y el ingeniero Enrique E. Silgado como supervisor del proyecto. El monumento fue inaugurado el 5 de noviembre de 1905 en medio de una multitud. Todo el Paseo Colón y sus edificios fueron adornados con banderas, luces eléctricas y guirnaldas y contó con la asistencia del héroe argentino de Arica, el general Roque Sáenz Peña.

### La escultura actual a Francisco Bolognesi
El 7 de junio de 1951 el coronel José Vallejos leyó el decreto supremo convocando a un concurso para reemplazar la escultura de Bolognesi que coronaba el monumento “por una que realce debidamente la actitud gallarda y heroica del héroe de la Epopeya de Arica” (El Comercio, 7 de junio de 1941).
La nueva escultura fue obra de Artemio Ocaña y fue fundida en los Talleres del Politécnico Nacional “José Pardo”. El 3 de junio de 1954, la escultura de Bolognesi, obra de Agustín Querol, fue bajada de la cúspide del monumento por una grúa mecánica donde había permanecido durante 48 años (actualmente se encuentra en el Museo del Real Felipe del Callao). El presidente de la República, general Manuel A. Odría, y el ministro de Guerra, general Zenón Noriega, fueron los encargados de descorrer el velo que cubría la escultura. 

## Los escultores

### Agustín Querol Subirats

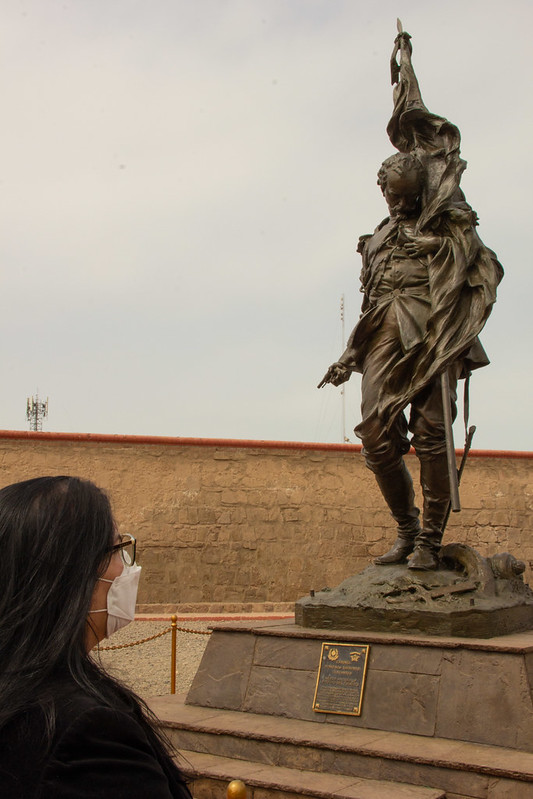
Escultura de Bolognesi abrazando la bandera, de A. Querol, en el Museo del Ejército Real Felipe.

Este famoso escultor nació en la ciudad de Tortosa (Cataluña), a orillas del río Ebro, en 1860. Poseía un taller en el barrio de Chamberí de Madrid.
El proyecto de Agustín Querol obtuvo la victoria en un concurso internacional en 1902 frente a 396 escultores. El artista no pudo asistir al acto de inauguración que tuvo lugar en noviembre de 1905. 
Querol obtuvo su primera medalla con el grupo escultórico “La Tradición” (1887). También realizó "Tulia" y el grupo de "Sagunto", premiada con medalla de honor en 1906. Ganó muchos premios y reconocimientos: Barcelona (1888), París (1889), Múnich, Chicago o Berlín, entre otros. El monumento erigido en Lima es una de sus principales obras. Existen sin embargo otras esculturas públicas destacadas en Argentina, Cuba, México o Ecuador, además de España.
A. Querol falleció en 1909, en Madrid, a los 49 años. 
Entre marzo y abril de 2023 su escultura de Bolognesi, situada en la Fortaleza del Real Felipe fue sometida a trabajos de conservación.

### Artemio Ocaña
Nació en Macate, Ancash el 5 de abril de 1893. Se trasladó a Lima para estudiar en la Escuela Nacional de Bellas Artes y Oficios, siendo discípulo del escultor Libero Valente.
En 1915 ganó un concurso para erigir un monumento a Santa Rosa de Lima. También ganó el premio de la Academia Concha, con su obra “El negro David” en 1917. Viajó becado a Roma en 1919 para estudiar en el real Instituto Superior de Bellas Artes.
Regresó al Perú en 1922 y fue nombrado jefe del departamento de Bellas Artes de la Escuela nacional de Artes y Oficios. Falleció en Lima el 11 de mayo de 1980.

## Ubicación
El monumento escultórico a Francisco Bolognesi se encuentra ubicado en el distrito de Cercado de Lima. Forma parte de la plaza que lleva su mismo nombre que conecta cinco de las avenidas más transitadas de la capital: avenidas Alfonso Ugarte, Brasil, Guzmán Blanco, Arica y Paseo Colón.
Tras años de reclamaciones durante el año 2021 el conjunto escultórico finalmente fue restaurado, siendo alcalde Jorge Muñoz, aunque sin recuperar la estatua original del coronel.